# Стивън Крейн
Стивън Крейн (на английски: Stephen Crane) е американски писател, чиято втора книга „Червеният знак за храброст“ (1895) му донася международна слава. Първият роман на Крейн „Маги – момиче от улицата“ (1893) е сред върховете в развитието на литературния натурализъм.

## Биография и творчество
Стивън Крейн е роден на 1 ноември 1871 година в Нюарк, Ню Джърси, като 14-о дете на свещеник методист. Майка му е активен член на Женския съюз за християнска умереност и публикува художествени произведения. Крейн започва да пише на 8-годишна възраст и на 16 вече сътрудничи със статии за „Ню Йорк Трибюн“. Крейн учи известно време в Сиракузкия университет. След смъртта на майка му през 1890 година – баща му е починал по-рано – Крейн се премества в Ню Йорк. Работи като свободно практикуващ писател и журналист. За да напише „Маги“ той отива да живее сред най-бедните в крайните квартали. Желанието му да постигне пълна достоверност в детайлите го кара веднъж дори да се облече като скитник и да прекара нощта в приют. Работата на Крейн вдъхновява и други писатели да изпитат на гърба си живота на бедняците.
Крейн е едва 21-годишен, когато написва „Маги“. Ръкописът му е отхвърлен от издателите, които го смятат за твърде „грозен“. Тогава Крейн издава книгата на собствени разноски, като заема пари от брат си. В посвещението авторът предупреждава: „Сигурно ще се почувствате силно шокирани от тази книга, но моля ви, въоръжете се с кураж и продължете до края“. Историята на падението на едно бедно момиче от крайните квартали на Ню Йорк в края на XIX век до улична проститутка е публикувано под псевдоним. „Маги“ е пренебрегната от читателите, но спечелва възхищението други писатели реалисти.
| „               | На улицата децата играеха, биеха се с други деца или глупаво седяха на пътя на превозните средства. Ужасни жени с несресани коси и раздърпани дрехи клюкарстваха, облегнати на перилата или крещяха насред диви свади. Изхабени човешки същества в странни пози на подчинение пред нещо седяха и пушеха лули в потайни ъгълчета. Хиляди миризми на готвено се носеха към улицата. Сградата потръпваше и скърцаше от теглото на хората, трополящи в недрата ѝ | “ |
| откъс от „Маги“ | |   |

Романът на Крейн „Червеният знак за храброст“ описва реалистично Гражданската война в Америка (1861 – 1865) през погледа на един обикновен войник. Този роман е наречен първият модерен военен роман. Читателите в Англия вярват, че книгата е написана от войник ветеран – историята е така правдоподобна. Крейн обаче дори не е бил роден по време на Гражданската война. Самият той споделя, че идеята му е дошла по време на футболен мач. Хенри Флеминг, главният герой – съвсем младо момче, доскорошен ученик, се записва за войник в армията на северните щати. Момъкът мечтае за епични битки като в „Илиадата“ на Омир, иска да се прослави, за да го харесват всички момичета в града. Но мечтите му са разбити на пух и прах при първия сблъсък с врага, когато той вижда хаоса на бойното поле и изпитва панически страх. Хенри страхливо дезертира от първата си битка. По пътя друг дезертьор го удря с приклад по главата. Хенри се връща при другарите си ранен. В очите им той е герой. Въодушевен от подкрепата им и засрамен от първоначалната си слабост, на следващия ден Хенри се бие „като дявол“. Но после случайно дочува разговор на двама офицери и разбира, че храбростта на войниците няма никакво значение за тях. Те правят сметки кой полк да изпратят в битка, където шансът за оцеляване е почти нулев и решават да жертват полка на Хенри, защото войниците в него били „мулетари“ и „селяндури“.
Сборникът стихотворения на Крейн „Черният конник“, който също излиза през 1895, има много общо с директния, семпъл стил на Емили Дикинсън. Растящата слава на Крейн му донася нови репортерски задачи и той заминава като военен кореспондент в зони, където се води война – Гърция, Куба, Тексас и Мексико. Разказът му „В открито море“ (The Open Boat) е базиран на истинско преживяване, когато корабът, на който пътува, претоварен с амуниции, потъва на път за Куба през 1896 г. Крейн и няколко други пасажери прекарват в открито море няколко дни, преди да бъдат спасени. Това приключение трайно уврежда и без това крехкото му здраве.
През 1898 г. Крейн се заселва в Англия, където заживява с Кора Тейлър – бивша мадам в публичен дом. Запознава се с Джоузеф Конрад, Хърбърт Уелс и Хенри Джеймс. В писмо от 1898 г. Конрад пише на Крейн: „Вие притежавате краткост, ясен поглед и ярко въображение. Вие имате всичко, а аз имам само прокълнатата способност да мечтая. Моите идеи избледняват. Вашите заблестяват още по-силно, те са като скъпоценни камъни. Те са живи, носят образи, носят и светлина“. Подобно на Емил Зола (1840 – 1902) във Франция, Крейн използва реализма – или натурализма – като метод за изобличаване на социалните злини, както прави в „Майката на Джордж“ (1896) – психологически проникновен разказ за пропиването на млад мъж от работническите среди. През 1899 г. е публикуван „Активна служба“ (Active Service) – за гръцко-турската война.
През 1899 г. Крейн се завръща в Куба, за да отразява испанско-американската война, но поради влошено здраве е принуден да се прибере в Англия. Там заедно с Кора наемат студен и влажен замък от 14 век в Есекс. Туберкулозата му, на която той никога не обръща внимание, бързо напредва, а към нея се прибавя и маларията, прихваната в Куба. В напразен опит да помогне за възстановяването му, Кора го завежда в немския курорт Баденвайлер, където Крейн умира на 5 юни 1900 г., ненавършил и 29 години. След смъртта му, произведенията му са пренебрегвани дълги години, докато писатели като Ейми Лоуъл и Уила Картър отново привичат общественото внимание към него като писател, обогатил американската литература с дълбоко психологически и реалистични произведения, примесени с импресионизъм и символизъм.

## Избрана библиография
- Maggie: A Girl of the Streets (1893)
- The Red Badge of Courage (1895)
- The Black Riders and Other Lines (1895)
- George's Mother (1896)
- The Open Boat and Other Tales of Adventure (1898)
- War is Kind (1899)
- Active Service (1899)
- The Monster and Other Stories (1899)
- Wounds in the Rain (1900)
- Great battles of the world (1901)
- The O'Ruddy (1903)